# Supernanny
Supernanny is een Brits reality-televisieprogramma waarin ouders worden geholpen die moeite hebben met het gedrag van hun kinderen, zoals tijdens maaltijden of het zindelijk maken. De show kenmerkt zich door de nanny Jo Frost, die in elke aflevering een gezin helpt waar de ouders worstelen met de opvoeding. Door middel van instructie en observatie toont zij alternatieve manieren om kinderen te disciplineren en orde in het huishouden te herstellen. Frost is een voorstander van de "naughty chair"-methode en is fel tegenstander van lichamelijke straffen.
Het programma werd uitgezonden op Channel 4 van 7 juli 2004 tot 8 oktober 2008. Een vervolgprogramma, getiteld Jo Frost: Extreme Parental Guidance, liep van 9 februari 2010 tot 5 augustus 2012. Van het programma Supernanny werden in meerdere landen eigen versies gemaakt, waaronder een Amerikaanse versie met eveneens Jo Frost.

## Geschiedenis
Het programma werd oorspronkelijk uitgezonden in het Verenigd Koninkrijk op Channel 4 op 7 juli 2004, na het succes van Channel 4's Cutting Edge-programma Bad Behaviour. Supernanny is een van de populairste programma's van Channel 4, met bijna 5 miljoen kijkers tijdens de eerste serie en consequent hoge kijkcijfers gedurende de hele serie. De premièreaflevering van de derde serie trok 3,1 miljoen kijkers met een marktaandeel van 14%, wat de helft was van de kijkcijfers van de voorgaande twee series.
De originele Britse versie van het programma werd in verschillende landen uitgezonden, waaronder de Verenigde Staten, Duitsland en Frankrijk.
In Vlaanderen werd zowel een eigen versie als de originele Britse versie uitgezonden. De Belgische versie, gepresenteerd door Wendy Bosmans, droeg dezelfde naam als het origineel en werd uitgezonden op VTM.
In Nederland werd de Britse versie uitgezonden onder de titel Eerste hulp bij opvoeden, terwijl de Evangelische Omroep een eigen variant uitzond onder de naam Schatjes.